# Вальдштейн, Карл Фердинанд фон
Граф Карл Фердинанд фон Вальдштейн (нем. Karl Ferdinand von Waldstein; 3 августа 1634 — 9 апреля 1702, Вена) — австрийский придворный и дипломат.

## Биография
Сын графа Максимилиана фон Вальдштейна от первого брака с графиней Катариной фон Гаррах.
15 октября 1646 года назначен мундшенком при дворе императора Фердинанда III. Закончив образование, совершил гран-тур по Европе, по возвращении из которого 17 августа 1654 года получил должность камергера, а 19 февраля 1655 стал императорским придворным советником. 18 июля 1657 года был назначен камергером Леопольда I.
Оберстшталмейстер императрицы Элеоноры Мантуанской, оставался на этом посту до ее смерти в 1686 году, затем был назначен оберстгофмейстером императрицы Элеоноры Магдалены Терезии. 22 июня 1679 года стал членом Тайного совета и Конференц-совета.
Вскоре после этого был отправлен императорским послом в Англию, затем в Польшу. Воспользовался конфликтом королевы Марии Казимиры с Людовиком XIV, отказавшимся дать её отцу маркизу де Лагранж д’Аркьену титул герцога, для заключения в 1683 году оборонительного союза с Яном Собеским против турок, согласно которому польский король должен был выставить 40 тысяч человек.
Назначен оберсткамергером 24 апреля 1690, после смерти князя Гундакара фон Дитрихштейна, и оставался на этом посту до конца жизни.
В 1675 году был пожалован Карлом II в рыцари ордена Золотого руна.

## Семья
Жена (29.01.1660): графиня Мария Элизабет фон Гаррах цу Рорау (2.09.1637—23.05.1710), дочь графа Отто Фридриха фон Гарраха цу Рорау и Лавинии Теклы Гонзага, сестра графа Фердинанда Бонавентуры фон Гарраха
Сын:
- граф Карл Эрнст (4.05.1661—7.01 1713). Жена (14.07.1686): графиня Мария Терезия фон Лозенштейн (21.12.1666—20.06.1719), дочь графа Франца Адама фон Лозенштейна и графини Марии Терезии фон Герберштейн